# Tørring Sogn (Lemvig Kommune)
 For alternative betydninger, se Tørring Sogn. (Se også artikler, som begynder med Tørring Sogn)
Tørring Sogn er et sogn i Lemvig Provsti (Viborg Stift).
I 1800-tallet var Heldum Sogn anneks til Tørring Sogn. Begge sogne hørte til Skodborg Herred i Ringkøbing Amt. Tørring-Heldum sognekommune var i 1962 med til at danne Klinkby Kommune, som ved kommunalreformen i 1970 blev indlemmet i Lemvig Kommune.
I Tørring Sogn ligger Tørring Kirke.
I sognet findes følgende autoriserede stednavne:
- Balleby (bebyggelse)
- Follup Odde (areal)
- Gjeller Odde (areal)
- Gjeller Sø (vandareal)
- Gjellerodde (bebyggelse)
- Gransgård (bebyggelse)
- Holmsøre (bebyggelse)
- Hornsø (vandareal)
- Kallesø (bebyggelse)
- Kokholm (bebyggelse)
- Lomforbæk (bebyggelse)
- Mågård (bebyggelse)
- Tørring Huse (bebyggelse)
- Tørring Kirke (bebyggelse)
- Underbjerg (bebyggelse)
- Vestersø (areal)